# Schlacht um Schaulen (1915)
Die Schlacht um Schaulen leitete die weiteren Kämpfe in Kurland ein. In mehreren Anläufen konnten deutsche Truppen die litauische Stadt Schaulen (Šiauliai) am 21. Juli 1915 besetzen.

## Vorbereitung
Am 27. April 1915 erteilte der Oberbefehlshaber Ost, Generalfeldmarschall von Hindenburg an General Otto von Lauenstein den Befehl, Schaulen anzugreifen. Die Kleinstadt hatte etwa 22.000 Einwohner und eine reiche Lederfabrikation. Dazu hatte die Armeegruppe „Lauenstein“ bereits Ende März die 3. Kavallerie-Division und die Bay. Kavallerie-Division, die im Westen kaum mehr wirkungsvoll in den Kampf eingreifen konnten, als Verstärkung erhalten. Der Vormarsch auf Schaulen war in drei Kolonnen gestaffelt:
- Auf der rechten Seite waren 3. Kavallerie-Division und die Bay. Kavallerie-Division zusammen mit der 36. Reserve-Division von Jurburg aufgebrochen.
- In der Mitte die 78. Reserve-Division von Tauroggen aus.
- Auf der linken Seite die 6. Kavallerie-Division und die 6. Reserve-Division von Memel bzw. von Bajohren aus.[1]

## Erster Angriff auf Schaulen
Schon am 27. April erreichte die 3. Kavallerie-Division Skaudville, während die Bayerische Kavallerie-Division nach Rossieny vorgestoßen war. Die Russen, deren Hauptstreitkräfte seit Ende März unverändert nördlich von Tauroggen stationiert waren, wichen, nachdem die 3. Kavallerie-Division nicht entschlossen vorging, nach Kelmė aus. Am 28. April erreichten die beiden Divisionen zusammen mit der 6. Kavallerie-Division den Raum östlich von Kelme, in zwei Tagen wurden dabei 75 km zurückgelegt. Am 30. April wurde Schaulen besetzt, das von abrückenden russischen Streitkräften noch in Brand gesetzt worden war. Die 6. und 3. Kavallerie-Division setzten ihren Angriff in Richtung Mitau fort. Sie konnten aber den feindlichen Widerstand nicht brechen und setzen sich zunächst südlich, dann östlich nach Windau ab.
Die Infanterie zwang sich zu großen Marschleistungen. Die 36. Reserve-Division wurde zur Sicherung gegen Kowno vorgeschoben; die 78. und 6. Reserve-Division vereinigten sich in Schaulen. Doch nun verstärkte sich der Feind und das führte in der Folge im Nordwesten und um Schaulen zu einer Reihe von Gefechten, die sich bis Juni 1915 hinzogen. Von deutscher Seite mussten weiteren Truppen zur Verstärkung herangebracht werden. Um das gewonnene Gelände halten zu können, wurde noch die 8. Kavallerie-Division und die 2. Kavallerie-Division, sowie die 1. Reserve-Division und die kampfschwache Division „Beckmann“ herangeführt. Die Verstärkung war so umfassend, dass man diese Truppen und jene der Armeegruppe Lauenstein zur Njemenarmee unter dem Kommando von Otto von Below zusammenfasste. Dennoch konnte die Stadt Schaulen nicht gehalten werden. Zwar hatte die 78. Reserve-Division eine günstig gelegene und gut ausgebaute Verteidigungsstellung, aber die 6. Reserve-Division hatte die Stadt noch nicht erreicht. Sie kam zu spät, denn vom Südosten war bereits die russische 56. Reserve-Division und vom Nordosten die russische 38. Infanterie-Division im Anmarsch. Ein Teil der Ledervorräte konnte gesichert werden, die Stadt musste aber am 10. Mai 1915 abends wieder aufgegeben werden.

## Vorbereitungen zum zweiten Angriff
Aufgrund eines Vorschlages von Max Hoffmann plante Erich Ludendorff einen Handstreich gegen die russische Seefestung Libau. Nur mit der 3. Kavallerie-Brigade unter Oberst von der Schulenburg und einigen Bataillonen von Reservedivisionen, die sich bereits dort befanden, sollte man sich der Stadt von Osten bemächtigen, während von der Seeseite Torpedoboote und vom Süden schwache Landsturmbataillone einen Scheinangriff starteten. Der Handstreich gelang am 7. Mai 1915, die Festungswerke wurden noch von der Besatzung gesprengt, die Küstenbatterien allerdings stellten sich als veraltete Modelle heraus. Die Einnahme von Libau gestattete nun den deutschen Truppen, da vom Westen nun keine Gefahr mehr drohte, einen umfassenderen erneuten Angriff auf Schaulen.

## Schlacht um Schaulen

### Gefecht um Kuršėnai (Kurschany) vom 15.–20. Mai 1915

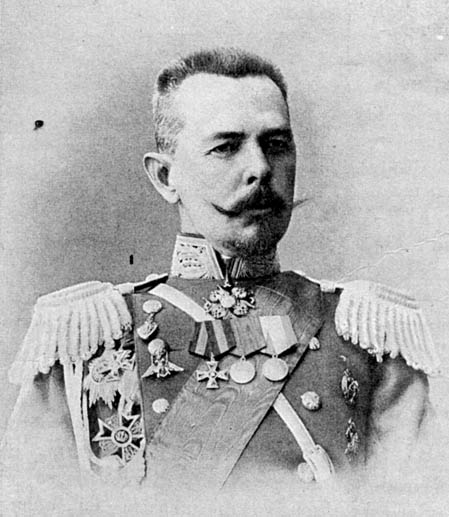
Generalleutnant Dmitri Dolgow, Kommandierender General des russischen XIX. Armeekorps in der Schlacht um Schaulen

Die 78. Reserve-Division ging sieben Kilometer südwestlich der Stadt erneut in Stellung; sie fesselte mit ihrer Artillerie am 12. Mai die anrückenden Feinde, während die 6. Reserve-Division mit ihrem linken Flügel zu einem umfassenden Angriff vorging, bei dem etwa 1400 Gefangene eingebracht wurden. Doch nun rückte die russische 17. Infanterie-Division (XIX. Koprs) von Mitau heran, während die heranrückende 1. Reserve-Division erst am 13. Mai bei Kuršėnai erwartet wurde. Daher wurde am Abend der linke Flügel zurückgenommen, damit dieser den anstürmenden Feind in die Flanke fassen konnte. So stieß der linke Flügel der 1. Reserve-Division am 14. Mai bei Kužiai und Noreikiai auf den rechten Flügel der russischen 38. Division. Die 6. Kavallerie-Division konnte ihren Nordflügel geschickt umgehen und in den Rücken gelangen. So verliefen auf der Linie Kužiai-Noreikiai die ersten heftigen Kämpfe. Als Fliegermeldungen das Anrücken starker russischer Verbände aus Joniškis meldeten, ging die 78. und 6. Reserve-Division in ihre alten Stellungen zurück und die eingetroffene 1. Reserve-Division bezog, vom Feind unbehelligt, Stellung östlich von Kuršėnai. Am 16. Mai waren russische Truppen bei Raseiniai über die Dubissa gestoßen. Daher musste die 78. Reserve-Division dorthin gesandt werden, was zur Folge hatte, dass die 6. Kavallerie-Division den gesamten Raum vom Rėkyva-See bis Abszurj, ca. 26 km einnehmen musste. Gegen diese schwache Front ging der Gegner in den nächsten Tagen vorsichtig vor, griff aber die Stellung der 1. Reserve-Division bei Kuršėnai sowie den nördlichen Flügel der 6. Reserve-Division scharf an und gelangte bis Menta. Auf dem linken Flügel der 6. Kavallerie-Division war inzwischen die 3. Kavallerie-Brigade aus Libau eingetroffen. Durch erneute Fliegermeldungen vom 18. und 19. Mai wurden feindliche Ansammlungen in Joniškis, Akmenė und Saldus gemeldet. Aufgabe des I. Reserve-Korps war es jetzt die Straße Kuršėnai nach Schaulen solange zu halten, bis der Gegner bei Raseiniai wieder zurückgeworfen werden konnte. Am 19. Mai begannen die russischen 17. und ussurische 39. Division verstärkt durch ussurische Reiterbrigaden an der Windau anzugreifen. Schlussendlich musste auch die Verteidiger der Stadt, das Grenadier-Regiment „König Friedrich Wilhelm IV.“ (1. Pommersches) Nr. 2 den Ort am 20. Mai aufgeben und abziehen; ihre Stellung war unhaltbar geworden.

„Ohne Zweifel war der Befehl zur Aufgabe von Kurschany im richtigen, aber auch im letzten Augenblick gegeben worden. Bei längerem Zögern währen die Grenadiere – im Rücken die Windau, auf drei Seiten von einem weit überlegenen Gegner im planmäßigen Angriff umfasst – sehr wahrscheinlich der Vernichtung anheimgefallen.“

### Gefecht an der Windau

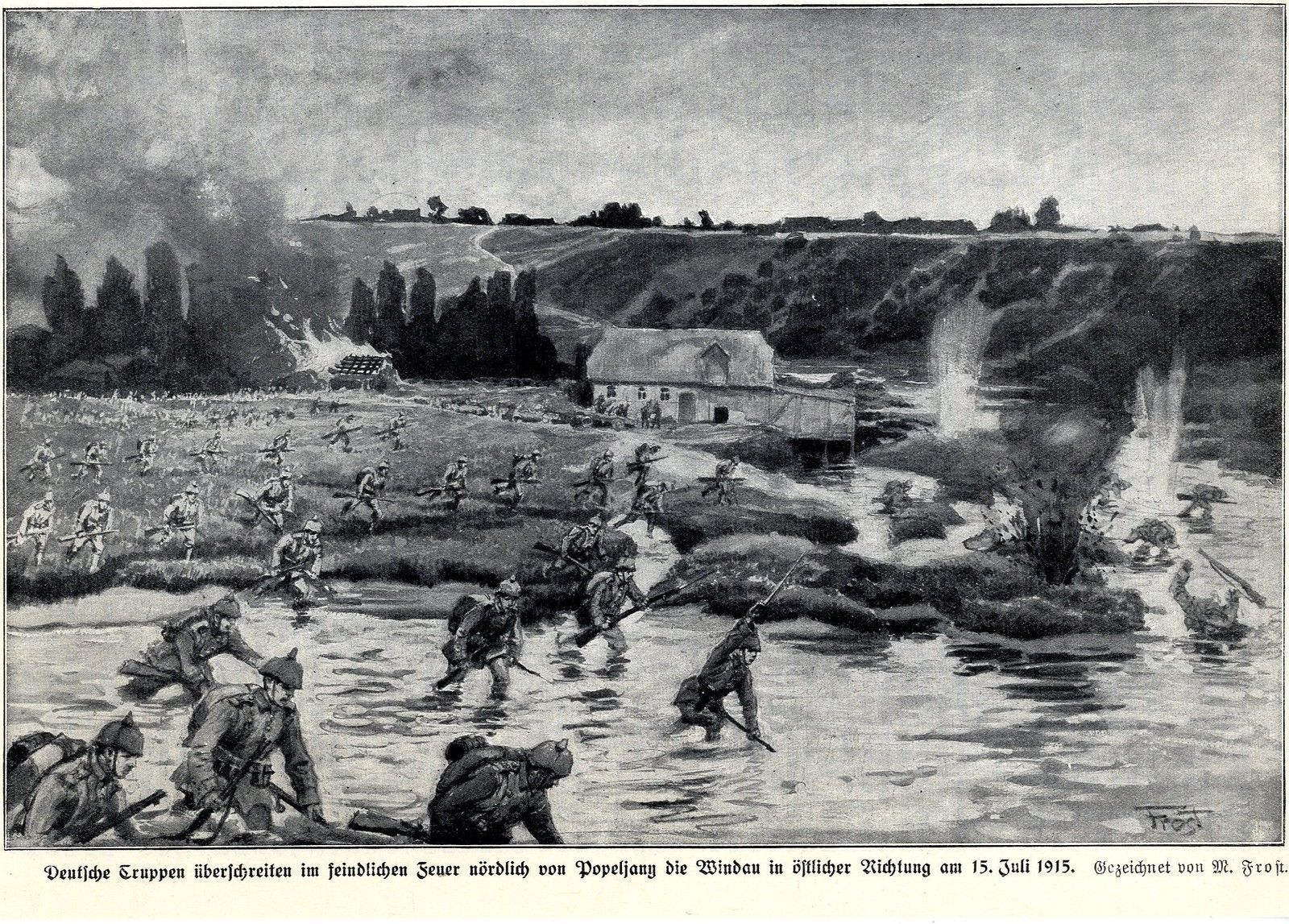
1915 Popeljany: Deutsche überschreiten im feindlichen Feuer die Windau

Da Teile des 1. Reserve-Division zur Unterstützung der 6. Kavallerie-Division eingesetzt werden mussten, entschloss sich General Curt von Morgen im Laufe des 19. Mai diese in einer Rückwärtsbewegung wieder zu vereinigen, die auf die Line Szyrminy (Širminiai)-Podworniki (Pamockė) (ca. 6 km) lag und mit der 6. Kavallerie-Division nach Rawdsjany auszuweichen. Als sich der Gegner über Kuršėnai in südwestlicher Richtung vorwagte, entschloss sich General von Morgen diesen am 22. Mai im Morgengrauen um 1 Uhr 30 auf dem rechten Flügel in der Waldung nördlich von Berzany anzugreifen. Dem Angriff der 1. Reserve-Division schloss sich die 6. Kavallerie-Division an und warf den Feind westlich über die Windau und nördlich über Kuršėnai zurück. Eingebracht wurden über 1000 Gefangene und sieben Maschinengewehre. Allerdings waren die Kräfte zu schwach um den Angriff fortsetzen zu können. Am 26. Mai konnten russische Truppen die 6. Kavallerie-Division erneut angreifen, worauf der rechte Flügel auf die Linie Biata-See-Kurtowaiany-Bulany zurückgehen musste. Die russischen Kräfte stießen nicht energisch nach:

„Gut war es, dass mein Gegenüber, der kommandierende General des XIX. Korps, ein sehr vorsichtiger Herr war. Er vermutete in jedem Zurückweichen eines Teils meiner Kräfte wohl eine Falle. Er fühlte stets bedächtig vor, grub sich auf jeder Höhe ein und ging erst zum Angriff vor, wenn er mit allen Kräften aufmarschiert war. Hierdurch gewannen wir Zeit, und das war der Zweck meiner Aufgabe.“

Am 31. Mai wurde das Korps „Morgen“ durch weitere Einheiten über Bajohren verstärkt: Detachement „Zanke“ (Führer der 72. Reserve-Brigade der 1. Reserve-Division), darunter das Reserve-Infanterie-Regiment Nr. 18, Garde-Schützen-Bataillon, Reserve-Jäger-Bataillon Nr. 3 sowie eine Feldartillerie-Abteilung und eine Eskadron wurden auf dem linken Flügel eingesetzt. Am 1. Juni konnte ein Angriff über den Venta-Dubysa-Kanal abgewiesen werden. Am 5. Juni erfolgte der Gegenangriff über den Kanal. Am 6. Juni gelang es Oberst Groß mit den Reserve-Infanterie-Regiment Nr. 18 bis Bubie vorzudringen, dem Vorgehen folgte Oberstleutnant Modrow mit dem Reserve-Infanterie-Regiment Nr. 59. Am 8. Juni wurde eine rückgängige Bewegung der russischen Truppen bemerkbar. Alle entbehrlichen Truppen wurden nun der 1. Res. Div. auf dem linken Flügel zugeführt. Außerdem wurden eine weitere Kavalleriedivision über Bajohren der 6. Kavallerie-Division zugeführt, die jetzt die Stärke eines Korps bekam und nach ihrem Führer Eberhard von Schmettow benannt wurde. Diese wurde vor allem gegen die Ussuri-Reiter-Brigaden, die russischen 4. Kavallerie-Division und die Kosaken-Divisionen eingesetzt. Allmählich verstärkten sich auch die russischen Kontingente. Das 3. Sibirische Armeekorps unter Generalleutnant Trofimow besetzte Schaulen. Am 12. Juni wurde Kužiai gestürmt und besetzt. Am 13. Juni 1915 besetzte die 1. Reserve-Division Kuzowimia, nordwestlich von Schaulen. Aber auch die russischen Kräfte verstärkten sich. So wurden dem 3. Sibirischen Armeekorps vor allem kaukasische und turkmenische Regimenter zugeführt, so dass die 6. Kavallerie-Division nochmals zurückgehen und durch Teile der 1. Reserve-Division verstärkt werden musste. An eine Fortsetzung des Angriffs war nicht zu denken.

„Wir hatten den Russen bisher vor Szwale schwere blutige Verluste beigebracht und 13000 Gefangene erbeutet. Unsere Leute nahmen sich neben den hochgewachsenen stämmigen russischen Gefangenen wie Zwerge aus. Aber man konnte sich auf sie verlassen. An der Stelle der Begeisterung von 1914 war das Pflichtgefühl getreten.“

### Erstürmung der Stadt

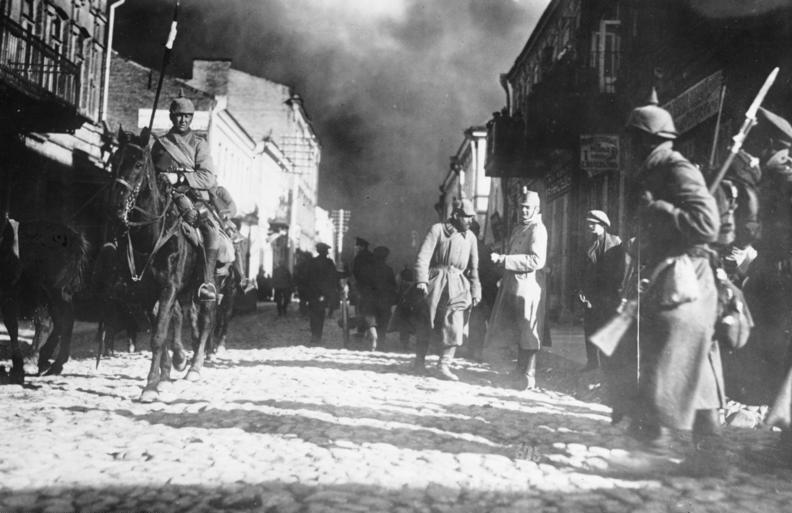
Besetzung Schaulens

Die zweite Hälfte des Monats Juni und die erste Hälfte des Monats Juli verliefen ohne besondere Ereignisse. Am 14. Juli jedoch begann der auf deutscher Seite lange geplante Angriff. Vom linken Flügel traten an: Außenabteilung Libau (drei Bataillone), 8. Kavallerie-Division, Kavalleriekorps „Schmettow“, 41. Infanterie- 6. und 78. Reserve-Division. Die letzten drei Divisionen bildeten das Nordkorps unter General Lauenstein, während das I. Reserve-Korps bestehend aus der 1. Reserve-Division unter der Verstärkung der Brigade „Homeyer“ nördlich die Stadt erreichen sollte. Sie sollte den Gegner fesseln und die starke Stellung von Schaulen nehmen. Die Südgruppe, bestehend aus der 80. Reserve-Division, 36. Reserve-Division, dem Detachement „Esebeck“ und dem Höheren Kavallerie-Kommando Nr. 1 sollte nicht über die Dubissa hinausgehen. Am 20. Juli begann der Angriff entlang der Chaussee Bubie-Schaulen. Nachdem zwei 21-cm-Mörser mit drei schweren sowie drei leichten Feldhaubitzenbatterien die russischen Stellung sturmreif geschossen hatten, wurde diese um 3 Uhr 30 vom Reserve-Regiment Nr. 18 gestürmt. Am 21. Juli war der Südrand von Lepary und Gigary erreicht und um 4 Uhr vormittags drangen die ersten Truppen des Ersatz Regiments Königsberg II, dass spätere Infanterie-Regiment Nr. 378 in die Stadt ein. Diesem folgte das Grenadier-Regiment „König Friedrich Wilhelm IV.“ (1. Pommersches) Nr. 2 und das Ersatz-Bataillon 8. Die 1. Reserve-Division hatte dagegen den vor ihr stehenden Feind zurückgeworfen und den Wald nordwestlich von Schaulen durchschritten. Trotz schwerer Verluste stellte sich der Gegner noch mal auf den Höhen östlich von Schaulen. Er wurde aber am Abend des 21. Juli durch einen Umfassungsangriff des Ersatz Regiments Königsberg II und des Grenadier-Regiments Nr. 2 endgültig geworfen. War der erste Gefechtstag klar und sonnig gewesen, so setzte am 21. Juli ein heftiger Landregen ein. Trotzdem wurde die Verfolgung des geschlagenen Gegners konsequent unternommen. Hauptquartier des Armeeoberkommandos der Njemenarmee wurde am 28. Juli 1915 die eroberte Stadt Schaulen.

## Trivia
Auf dem Schlachtfeld befindet sich heute der Regionalpark Kurtuvėnai. Um das Schlachtfeld herum findet man heute noch verstreute Soldatenfriedhöfe. 

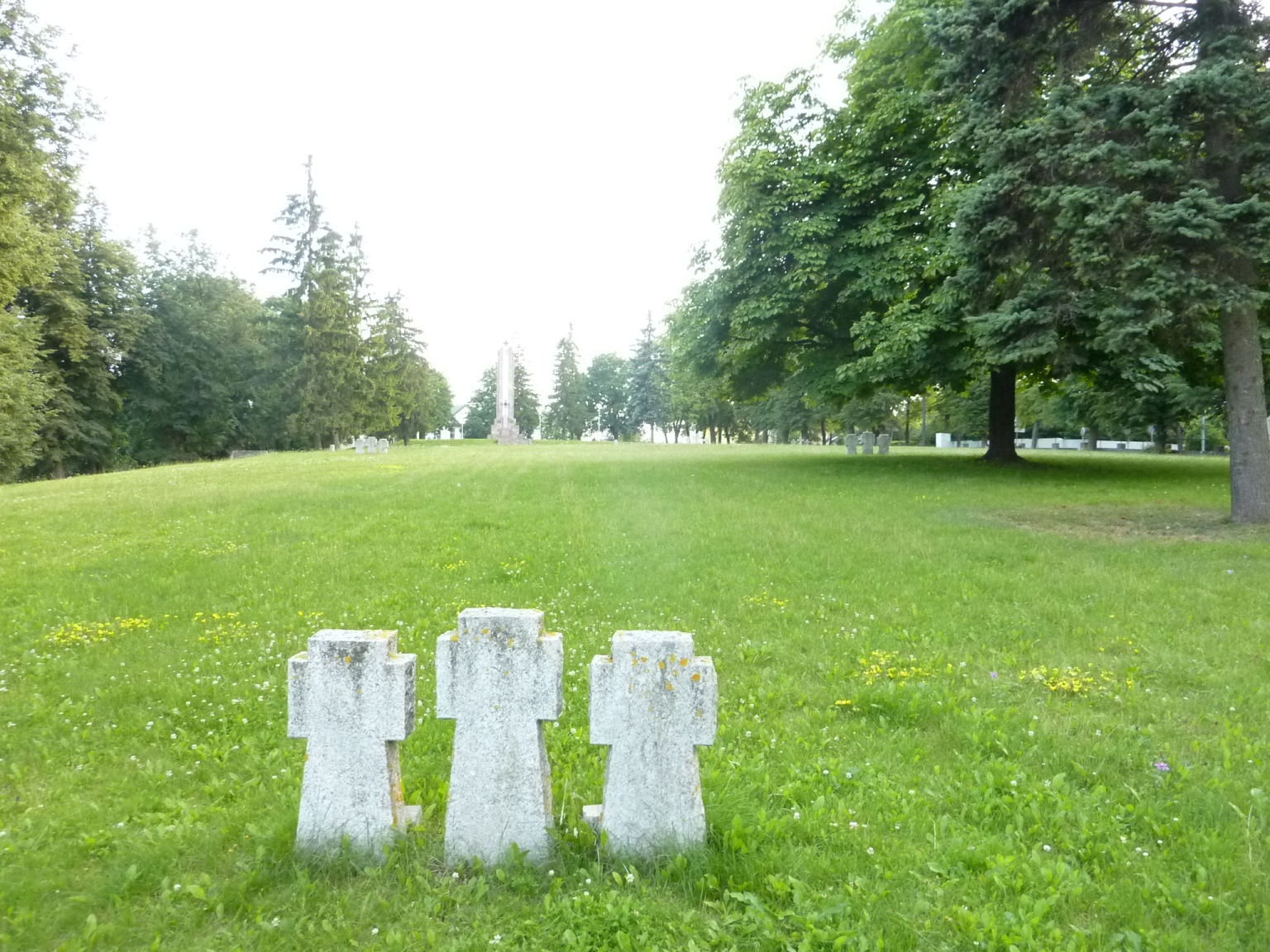
Soldatenfriedhof Schaulen